# Prison des Carmes
La prison des Carmes est installée pendant la Révolution française dans l'ancien monastère des Carmes à Paris.
Celui-ci formait un vaste enclos couvrant l'espace circonscrit par la rue du Regard, la rue du Cherche-Midi et la rue Cassette, étant bordé au sud par la rue de Vaugirard.

## Martyrs de septembre

### Contexte

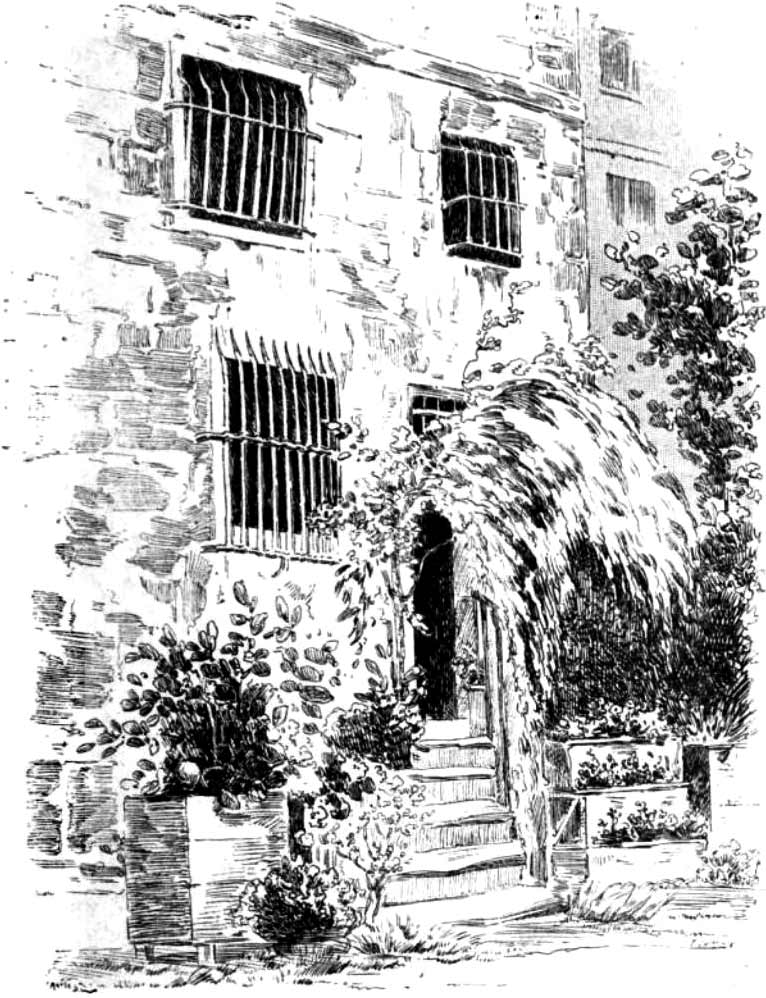
Le perron du couvent des Carmes. Illustration de Paris révolutionnaire (1895).

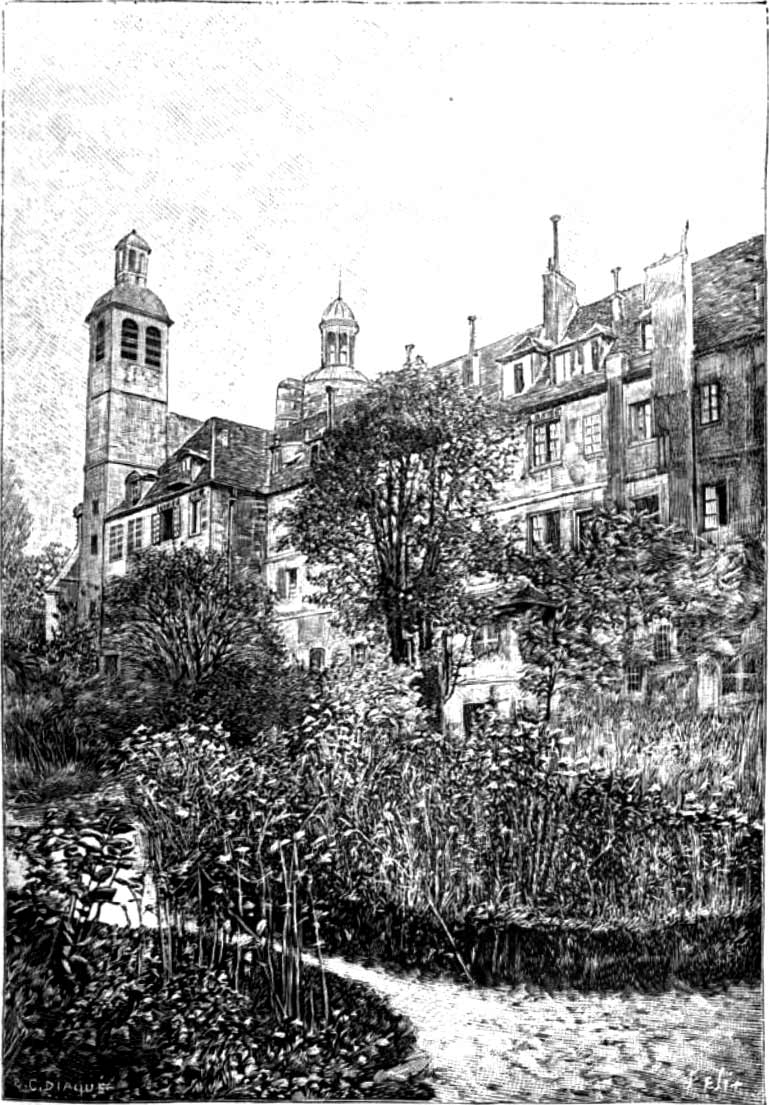
Le jardin du couvent des Carmes. Illustration de Paris révolutionnaire (1895).

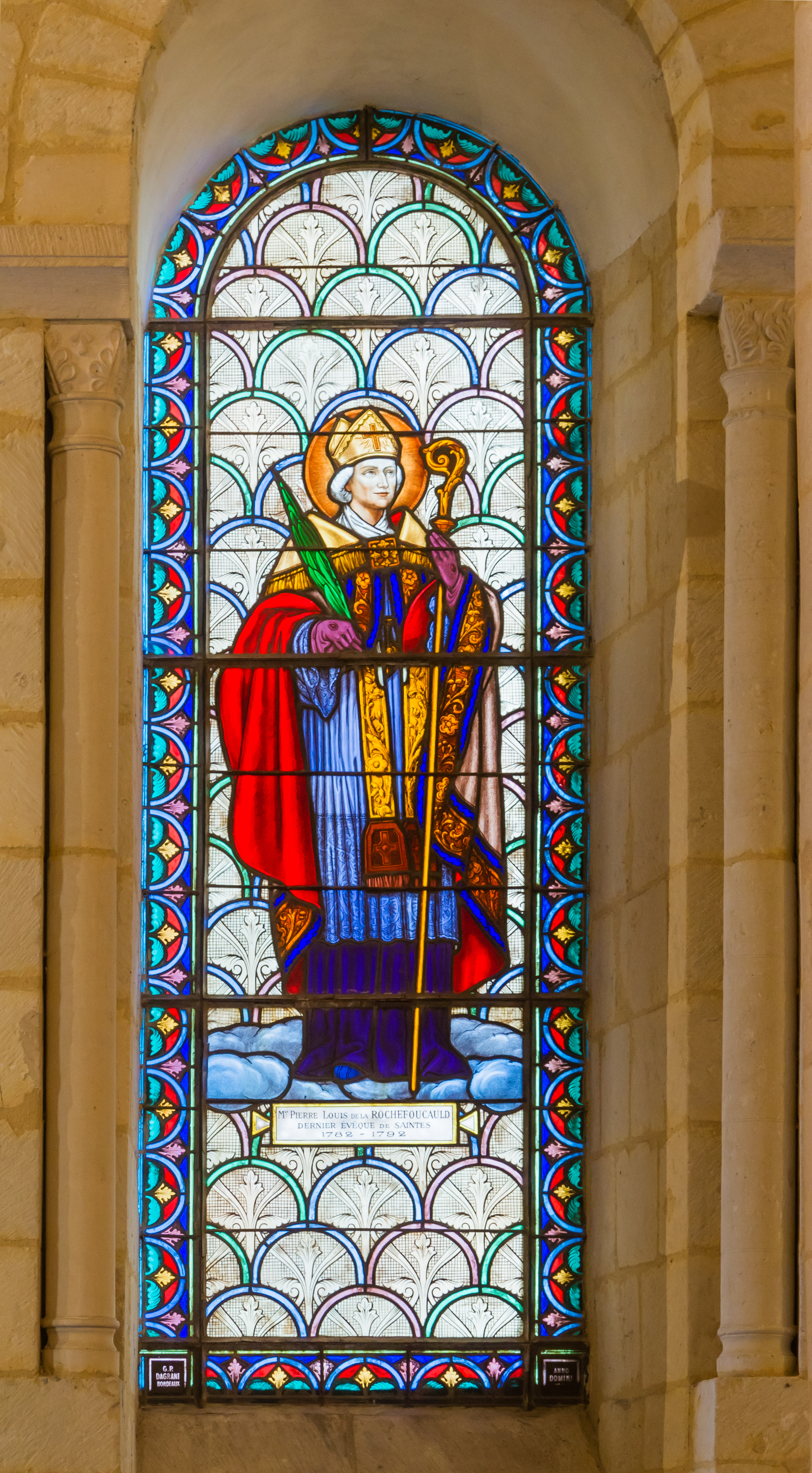
Pierre-Louis de La Rochefoucauld-Bayers, évêque de Saintes, un des trois prélats assassinés. Vitrail signé Gustave Pierre Dagrant de la basilique Saint-Eutrope de Saintes.

Le 12 juillet 1790, la constitution civile du clergé fut adoptée, instaurant l'élection des curés et des évêques et leurs appointements par l'État. Sur 130 évêques, 126 la refusèrent, ainsi qu'environ la moitié des prêtres (en proportion variable selon les provinces). 
La rupture entre les réfractaires et la Révolution fut consommée le 13 avril 1791 à la suite du bref du pape déclarant la constitution civile du clergé « hérétique et schismatique ». Le 27 mai 1792, un décret de l'assemblée législative ordonna la déportation des prêtres réfractaires.
Dans ce contexte, la communauté des religieux des carmes déchaussés dut quitter son monastère qui fut auparavant pillé, notamment la bibliothèque. Le bâtiment fut immédiatement transformé en prison pour accueillir les « suspects », qui devinrent, pour une large part, les victimes des massacres de septembre 1792.
191 ecclésiastiques dont trois évêques y furent exécutés dans des conditions particulièrement violentes, sous la conduite du commissaire Stanislas-Marie Maillard, exécuteur des ordres du Comité de surveillance. 
Du tribunal installé dans le couvent, il jugeait et condamnait un à un tous ceux qui se présentaient devant lui « à la force ». La porte s'ouvrait et dès que les religieux qui avaient refusé de prêter serment à la constitution civile du clergé en franchissaient le seuil, ils tombaient sous les piques ou les baïonnettes. Ce massacre dura toute la nuit.

### Les victimes
L’archevêque d’Arles, Jean Marie du Lau d'Allemans et son vicaire général Armand de Foucauld de Pontbriand, les évêques de Beauvais, François-Joseph de La Rochefoucauld-Bayers, et de Saintes, Pierre-Louis de La Rochefoucauld-Bayers, son frère, furent enfermés dans l’église. Pendant les journées des 2, 3, 4 et 5 septembre 1792, les trois prélats et les prêtres furent tués dans les jardins du couvent, parmi lesquels dom Ambroise Chevreux, François-Louis Hébert, Joseph-Marie Gros et Antoine de Ravinel.
Parmi les prêtres, huit étaient membres de la municipalité de paroisse canadienne du Québec Saint-Sulpice. Parmi ces huit, il y avait André Grasset, prêtre de l’archevêché de Sens, né au Canada. Il y avait également 23 anciens jésuites qui, ayant refusé la constitution civile du clergé, furent mis à mort au cours des massacres de septembre. Trois Jésuites sont particulièrement connus : les bienheureux Jacques Bonnaud, vicaire général de Lyon, Alexandre Lenfant, prédicateur de la Cour et Guillaume-Antoine Delfaud, archiprêtre de Daglan (Dordogne).
Ce dernier, député du clergé aux états généraux, qui vota l'abolition des privilèges, refusa la constitution civile du clergé, par fidélité à Rome. Dénoncé, puis arrêté, il fut enfermé dans la prison des Carmes, où il périt parmi ses compagnons.
Le secrétaire général de l'Institut des Frères des écoles chrétiennes, le Frère Nicolas Leclerc (en religion Frère Salomon) compte également au nombre des victimes.
Jean-François Bousquet est le fils d'une famille aisée du village de Ginestas, né le 8 janvier 1751. Il poursuit des études à Toulouse et il devient docteur en théologie. Il est ordonné prêtre à Narbonne en 1777 et rejoint le diocèse de Paris. Auteur de recherches sur les sentences canoniques et de deux volumes de droit canonique, il est dénoncé, arrêté et enfermé dans le couvent des Carmes en août 1792.
René Nativelle, vicaire du curé d'Argenteuil et Jean-Baptiste Nativelle, vicaire du curé de Longjumeau,  son frère furent également exécutés.
Parmi les cinq victimes laïques, se trouve un officier, le Bienheureux Charles-Régis de Mathéi, comte de Valfons, capitaine de cavalerie au régiment de Royal-Champagne.

### Postérité
Ceux qui sont morts ce jour-là ont été appelés les « martyrs de Septembre » ou encore les « martyrs des Carmes ». Une plaque de marbre sur laquelle figurent les mots « Hic ceciderunt » (« Ici, ils périrent) » indique le lieu de leur martyre. Le 17 octobre 1926, le pape Pie XI béatifie les 191 « martyrs des Carmes ». Ils sont commémorés par l'Église catholique le 2 septembre dans le calendrier liturgique. 
Joséphine de Beauharnais et Thérésa Tallien y furent emprisonnées pendant la Révolution. Joséphine de Beauharnais écrivit de sa main un message qui fut contresigné par Thérèse Tallien sur un mur : « Liberté, quand cesseras-tu d’être un vain mot ? Voilà dix-sept jours que nous sommes enfermées. On nous dit que nous sortirons demain, mais n'est-ce pas là un vain espoir ? ». Ce message est conservé dans une vitrine.
Les ossements des prêtres ont été déposés dans une châsse en verre au couvent des Carmes, qui est devenu l'Institut catholique de Paris.
En 1992, à Ginestas (Aude), une croix en granite de 12 mètres de haut est érigée en mémoire de l'enfant du pays, Jean-François Bousquet, mort dans la prison des Carmes le 2 septembre 1792, et déclaré bienheureux, avec les autres « martyrs », en 1926.

### Filmographie
- Napoléon, 1927, film d'Abel Gance. Une séquence mentionne la prison des Carmes.